# Johann Jakob Bodmer
Johann Jakob Bodmer (n. 19 iulie 1698 - d. 2 ianuarie 1783) a fost un critic literar și estetician elvețian de limbă germană.
În lucrările sale de critică literară, elaborate împreună cu Johann Jakob Breitinger, subliniază importanța factorului emoțional în actul poetic.

## Opera
- 1721 - 1723: Discursurile pictorilor ("Die Discourse der Mahlern");
- 1727: Despre importanța și utilitatea fanteziei ("Von dem Einfluß und Gebrauche der Einbilungskraft");
- 1736: Schimb de scrisori privind natura gustului poetic ("Brief-Wechsel von der Natur des poetischen Geschmackes");
- 1740: Considerații critice asupra miraculosului în poezie ("Critische Abhandlung von dem Wunderbaren in der Poesie");
- 1741: Observații critice asupra tablourilor poetice ale liricilor ("Kritische Betrachtungen über die poetischen Gemälde der Dichter");
- 1742: Traducere: Poemele epice ale lui John Milton despre paradisul pierdut ("Übersetzung: Johann Miltons Episches Gedichte von dem verlohrnen Paradiese");
- 1746: Scrisori critice ("Kritische Briefe");
- 1757: Fabule din vremurile menestrelilor ("Fabeln aus den Zeiten der Minnesinger").